# Cowboy Bebop: Knockin' on Heaven's Door
Cowboy Bebop: The Movie, conegut al Japó com a Cowboy Bebop: Knockin' on Heaven's Door (カウボーイビバップ 天国の扉, Kaubōi Bibappu: Tengoku no Tobira, lit. Cowboy Bebop: La porta del cel), és una pel·lícula d’acció de ciència-ficció d’anime japonesa de 2001 basat en la sèrie d'anime de 1998 Cowboy Bebop creada per Hajime Yatate. Diversos membres del personal de la sèrie original van treballar a la pel·lícula, inclòs el director Shinichirō Watanabe, l'escriptor Keiko Nobumoto, el dissenyador de personatges/director d'animació Toshihiro Kawamoto i el compositor Yoko Kanno. Els repartiments de veu japonesos i anglesos també van repetir els seus papers.
Cowboy Bebop: The Movie està ambientat entre l'episodi 22 i l'episodi 23 de la sèrie original. La trama se centra en un misteriós terrorista que planeja exterminar la població humana de Mart alliberant un virus. La tripulació de caçarecompenses de la nau espacial Bebop treballa per capturar el terrorista i prevenir l'atac.
La pel·lícula va ser concebuda per Watanabe com una extensió del seu treball a la sèrie de televisió, que havia tractat com una sèrie de pel·lícules en miniatura. Per no alienar els fans existents, es va mantenir gran part de l'estil de la sèrie, amb ajustos per fer-la accessible a un nou públic. L'augment del pressupost i les instal·lacions de producció van permetre estils de filmació associats a pel·lícules d'acció en imatge real, així com animacions de més qualitat que a la sèrie. Es va utilitzar l'estètica àrab, en contrast amb la sèrie, que detallava que Watanabe viatjava al Marroc per investigar. Els elements àrabs també van influir en la música de Kanno.
La pel·lícula va ser produïda pels estudis Sunrise, que havien desenvolupat prèviament la sèrie original; Bones, un estudi posterior fundat per l'antic personal de Sunrise; i Bandai Visual. Cowboy Bebop: The Movie es va estrenar als cinemes al Japó l'1 de setembre de 2001 i als Estats Units l'11 d'agost de 2002. Va recaptar més de 3 milions de dòlars a tot el món, i quan es va estrenar en DVD, es va classificar alt en les llistes japoneses i estatunidenques. La pel·lícula va rebre crítiques generalment positives per part dels crítics d'anime i de cinema convencional, i va ser nominada al Premi de la Online Film Critics Society a la millor pel·lícula d'animació.

## Configuració
La pel·lícula està ambientada l'any 2071, cinquanta anys després que un desastre a la Lluna provoqués l'abandonament de la Terra en gran part. La humanitat s'ha instal·lat en altres planetes i llunes. Els protagonistes de la pel·lícula són caça-recompenses que viatgen junts a la nau espacial Bebop. Són Spike Spiegel, un antic gàngster; Faye Valentine, una fugitiva; Jet Black, un antic agent de policia; Radical Edward, una noia hacker hiperactiva; i Ein, un gos petit amb intel·ligència millorada. Junts cacen fugitius i criminals buscats a tot el sistema solar.

## Argument
A Mart, uns dies abans de Halloween, la Faye és testimoni d'un terrorista no identificat que fa volar un camió cisterna mentre persegueix una altra recompensa. L'explosió propaga un patogen desconegut que mata i emmalalteix centenars de persones. El govern marcià ofereix una recompensa de 300 milions de Woolong per la captura del culpable, que la tripulació espera guanyar. Faye i Edward identifiquen el terrorista com a Vincent Volaju, un soldat que es creu que va morir a Tità. Va sobreviure a una prova del patogen, després d'haver estat immunitzat, però des de llavors l'amnèsia i les al·lucinacions l'han tornat boig.
Jet descobreix que el patogen és una nanomàquina, una arma biològica que ha estat fabricada il·legalment per la companyia farmacèutica Cherious Medical. Spike es troba amb l'agent de Cherious Elektra Ovilo, i intenta capturar en Vincent, però en Vincent la llença d'un tren i després allibera un altre núvol de nanomàquines. Tots els altres al tren moren, excepte Elektra, que va ser vacunada quan tenia una relació amb Vincent. Ella dona una mostra de la seva sang a un amic de Cherious Medical, i preparen un estoc de vacuna.
Vincent té la intenció de fer explotar globus gegants jack-o'-lantern plens de nanomàquines a la desfilada de Halloween, que matarà a tothom a Mart. Jet recluta una banda de pilots vells per escampar la vacuna, i Faye segresta els sistemes de control meteorològic de la ciutat per provocar pluja, ajudant a la propagació de la vacuna. Spike s'enfronta a Vincent i els dos lluiten fins a un punt mort. S'alliberen les nanomàquines, però Spike es cura amb la vacuna. Vincent es prepara per matar Spike, però és disparat per Elektra. Agraeix a Elektra el seu temps junts i després mor.

## Repartiment de veu
| Personatge     | Actor de veu japonès | Doblador en anglès |
| -------------- | -------------------- | ------------------ |
| Spike Spiegel  | Kōichi Yamadera      | Steve Blum         |
| Faye Valentine | Megumi Hayashibara   | Wendee Lee         |
| Jet Black      | Unshō Ishizuka       | Beau Billingslea   |
| Edward Wong    | Aoi Tada             | Melissa Fahn       |
| Elektra Ovilo  | Ai Kobayashi         | Jennifer Hale      |
| Vincent Volaju | Tsutomu Isobe        | Daran Norris       |
| Lee Sampson    | Yūji Ueda            | Dave Wittenberg    |
| Rashid         | Mickey Curtis        | Nicholas Guest     |

## Desenvolupament

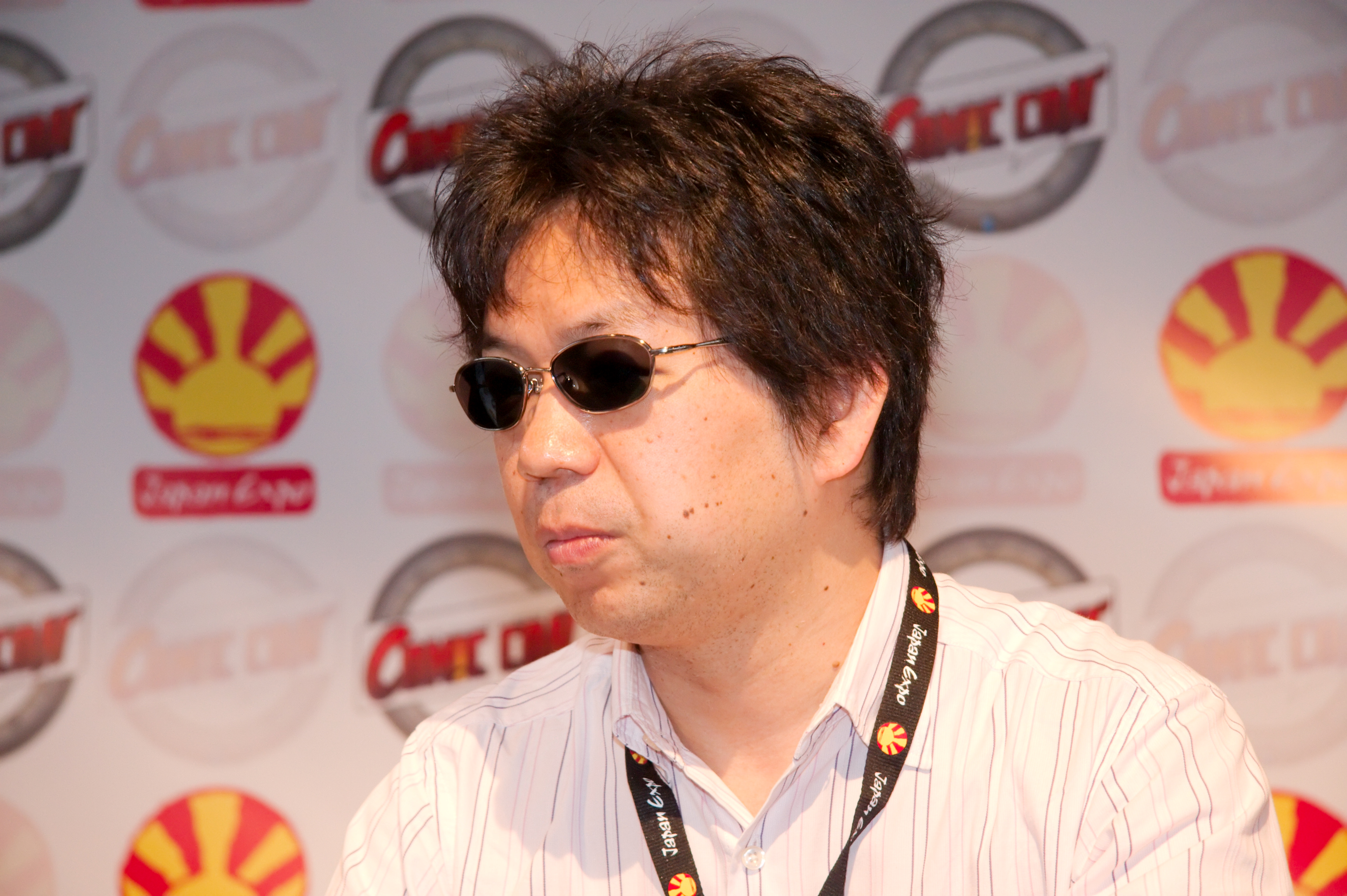
El director Shinichirō Watanabe

Cowboy Bebop: The Movie es va anunciar per primera vegada el setembre de 1999: la majoria del personal de la sèrie es va traslladar juntament amb Watanabe, inclòs el productor Masahiko Minami, el dissenyador de personatges i director d'animació Toshihiro Kawamoto , i l'escriptor Keiko Nobumoto. El repartiment japonès original també va tornar.El procés d'escriptura es va acabar i la producció va començar el juliol de 2000. Va ser produïda pels estudis Sunrise, Bones i Bandai Visual. Mentre Sunrise treballava a la sèrie original, Bones es va fundar el 1998 després de la finalització de la sèrie per Minami, Kawamoto i Hiroshi Ōsaka. La durada de la producció de la pel·lícula va permetre a l'equip garantir la seva alta qualitat.
La idea d'una pel·lícula va estar en la ment del director Shinichirō Watanabe durant el desenvolupament de la sèrie original Cowboy Bebop, que originalment havia imaginat com una pel·lícula. Watanabe va tractar cada episodi de la sèrie com una pel·lícula en miniatura, així que avançar cap a un llargmetratge li va semblar natural. Per no decebre els fans, la pel·lícula va incorporar la major part possible de la sèrie alhora que la va fer accessible als nouvinguts. Havia pensat una part de la història i el personatge de Vincent durant la producció de la sèrie. Després que la sèrie va acabar i hi havia una demanda de continuació tant per part dels fans com dels patrocinadors, per la qual cosa els creadors de la sèrie van prendre la decisió de fer una pel·lícula. Watanabe va dir "Quan va concloure la sèrie original de 26 episodis, molts fans i patrocinadors volien que continués. Per això vaig fer aquesta pel·lícula."
Watanabe tenia com a objectiu un aspecte d'imatge real per a la pel·lícula malgrat el seu mitjà, utilitzant trucs de càmera, efectes visuals i expressió de personatges impossibles a la sèrie tot mantenint "el sabor Bebop". Segons Kōichi Yamadera, l'actor de veu japonès de Spike, els únics canvis reals fets per l'equip en la representació van ser mostrar els personatges, inclòs Spike, de diferents maneres: Spike, en particular, va mostrar més dels seus pensaments interiors i va mostrar un costat més amable que a la sèrie, ja que hi havia més temps disponible per expressar aquests detalls. Watanabe va triar personalment els actors de veu d'Elektra i Vincent. Vincent estava parcialment pensat com un tipus de dolent que no es podia fer a la sèrie, tot i que Watanabe sentia que no era "particularment únic".
A causa de l'augment del temps d'execució, el pressupost i les instal·lacions, l'equip va poder incloure més cels a les animacions, així com seqüències d'acció més llargues i complexes. La pel·lícula va incloure seqüències difícils que Watanabe no va poder fer juntament amb la resta de la pel·lícula, per la qual cosa es van incorporar dos directors convidats: Hiroyuki Okiura, que va gestionar la seqüència d'obertura, i Tensai Okamura, que va crear una cinematografia western mostrat en un autocine durant la pel·lícula. Watanabe volia donar a la pel·lícula una sensació àrab, en contrast amb la sèrie que sovint utilitzava Nova York i Hong Kong com a inspiració. Amb aquesta finalitat, Watanabe va fer un viatge d'investigació al Marroc. El personatge Rashid es basava en la guia que havia ensenyat a l'equip de recerca la ciutat. Treballar a la pel·lícula va ser diferent per a Watanabe d'una manera positiva en comparació amb la sèrie: tot i que va haver de posar tota la història en un episodi de vint minuts per a la sèrie, l'equip va ser capaç de crear una història més llarga i narrativament detallada.

### Música
La música de Cowboy Bebop: The Movie va ser composta per Yoko Kanno, compositora de la sèrie original, i interpretada per la seva banda Seatbelts. Va utilitzar la mateixa barreja de gèneres musicals (western, òpera, jazz) que amb la sèrie de televisió, però també va afegir elements àrabs d'acord amb la temàtica de la pel·lícula. Va utilitzar àrab i anglès per a les lletres de la música. Al costat d'aquests, la banda sonora va fer ús d'un gran nombre d'instruments de rock.Es van publicar cinc cançons de la pel·lícula al miniàlbum de Seatbelts Ask DNA, publicat el 25 de juliol de 2001. El llançament oficial de la banda sonora, Cowboy Bebop: Knockin' on Heaven's Door OST Future Blues, va ser llançat el 22 d'agost de 2001. Tots dos àlbums es van reeditar el desembre de 2012.

## Llançament
Cowboy Bebop: The Movie es va estrenar per primera vegada als cinemes del Japó l'1 de setembre de 2001. Després de l'estrena internacional de la pel·lícula, aquesta data va ser objecte de debat a la base de fans occidental per la seva proximitat als atacs de l'11 de setembre. Es va mostrar per primera vegada a Occident a l'AnimeCon de 2002, on es va anunciar que el repartiment original anglès repetiria els seus papers.El subtítol japonès, "Knockin' on Heaven's Door", es va canviar per al llançament occidental perquè compartia el seu nom amb la cançó de Bob Dylan del mateix nom de 1973. En lloc de crear un nou subtítol, l'equip es va conformar amb l'ús de "The Movie", tot i que una reestrena de la pel·lícula de novembre de 2018 per Funimation inclou el subtítol original. Va ser llançat als Estats Units per Sony Pictures a través del seu segell Destination Films i Samuel Goldwyn Films i internacionalment per TriStar Pictures. Durant la seva projecció inicial a l'esdeveniment, es va esgotar completament, i va provocar una segona projecció més tard en l'esdeveniment. Durant el seu cap de setmana d'obertura, va assolir el 19è lloc a la taula de taquilla, amb una recaptació de 12.338 dòlars per projecció. El total brut de la pel·lícula a Amèrica va ser d'1.000.045 dòlars. El seu total brut mundial és de 3.007.903 $.
La pel·lícula es va estrenar en DVD al Japó el 7 de febrer de 2002, aconseguint immediatament el primer lloc de les llistes de DVD/VHS. Sunrise i Bandai Visual van subestimar les possibles vendes, amb la primera impressió esgotada poc després del llançament, i va provocar una segona impressió a mitjans de febrer. Columbia TriStar Home Entertainment la va llançar en DVD als Estats Units el 24 de juny de 2003. L'any 2006, es va classificar com el sisè DVD d'anime més venut als Estats Units. No va rebre cap estrena en cinemes al Regne Unit, sinó que es va estrenar com a directe a DVD. Es va estrenar al Regne Unit el 27 de juny de 2003. La pel·lícula es va estrenar més tard a Blu -ray disc al Japó el 25 de juliol de 2008. Va ser llançat a Amèrica del Nord per Image Entertainment el 28 de juny de 2011.
En celebració del 20è aniversari de la sèrie el 2018, la pel·lícula es va projectar als cinemes dels Estats Units per Funimation Films el 15 d'agost (amb àudio japonès i subtítols en anglès) i el 16 d'agost (amb el doblatge en anglès). Funimation va llançar una edició limitada de Blu-ray en estoig metal·lic de la pel·lícula sota llicència de Sony Pictures Home Entertainment el 13 de novembre de 2018.

## Resposta crítica
A l'agregador de ressenyes Rotten Tomatoes, la pel·lícula té una puntuació d'aprovació del 67% basada en 79 crítiques, amb una puntuació mitjana de 6,3/10.A Metacritic, la pel·lícula té una mitjana ponderada de 61 sobre 100, basada en 23 crítics, que indica "crítiques generalment positives". La pel·lícula va ser nominada als Premis de la Online Film Critics Society de 2003 al Millor pel·lícula d'animació, tot i que va perdre el premi davant Buscant en Nemo. Helen McCarthy va lloar la música de la pel·lícula a 500 Essential Anime Movies anomenant-la "l'arma secreta del programa", i va afirmar que "l'única veritable culpa de la pel·lícula és que és mitja hora massa llarga".
En general, les crítiques han estat positives. Andy Patrizio de IGN va donar a la pel·lícula una puntuació de 9 de 10, dient que els desenvolupadors "van fer un treball excel·lent per concretar la història", a més de lloar-la per "no sucumbir a un melodrama com molts dels seus homòlegs d'imatge real". També va comentar que el tema del terrorisme de la pel·lícula davant els atemptats de l'11 de setembre "va estar massa a prop de casa". La música també va rebre elogis. Mike Crandol d’Anime News Network es va fer ressò de molts d'aquests sentiments. La seva principal crítica va derivar del fet que Jet, Faye i Ed estaven relegats a papers secundaris, i que era difícil fer-los entrar tots a la història. També va dir que l'equip s'havia superat amb la qualitat de l'animació en algunes escenes, com ara la baralla final entre Spike i Vincent. Robert Koehler de Variety, ressenyant un llançament subtitulat sense doblar, va elogiar les imatges i l'escriptura, tot i que va trobar algunes seccions una mica llargues. Tanmateix, Charles Solomon a Los Angeles Times va elogiar la pel·lícula pel seu temps d'execució, dient que va donar temps a la guionista Keiko Nobumoto d’explorar els personatges.
Altres ressenyes eren més mixtes. Lawrence van Gelder de The New York Times va donar a la pel·lícula una crítica variada, dient que li va agradar l'experiència, però que la va trobar una mica frívola en comparació tant amb el tema com amb els esdeveniments de l'època. La seva darrera impressió de la versió doblada a l'anglès va ser que la pel·lícula podria haver-se ambientat fàcilment a l'actual Nova York. Peter Bradshaw a The Guardian va donar a la pel·lícula 2 estrelles de 5 i va elogiar les imatges de la pel·lícula, però va dir que la trama no era gaire interessant i no va poder mantenir l’interès. Jamie Russell, a la BBC, li va donar 4 de 5 estrelles, dient que era "prou bo per merèixer esment al mateix temps que Akira, Ghost in the Shell i Spirited Away. Els majors elogis van ser l'ús d'angles de càmera d'imatge real. Tot i que de vegades va trobar que la història de la pel·lícula s'alentia notablement, la banda sonora i les referències visuals a altres pel·lícules d'acció notables la convertien en "un exemple del millor de l'anime." Altres diaris de l'època, inclosos el Toronto Star, Chicago Tribune i opinions generalment compartides amb altres crítics: diversos van elogiar la trama i l'animació, mentre que d'altres ere mixtes. Altres, com Toronto Star i Newark Star-Ledger, van assenyalar la seva connexió amb pel·lícules de ciència-ficció.

## Anàlisi
Tot i que tècnicament la pel·lícula està ambientada a Mart, Thomas Kent Miller l'ha descrita com "només una pel·lícula de Mart per un tecnicisme" a causa del fet que "a part d'un breu pas sobre un terreny marcià al principi i un clàssic gos-lluitador pel mateix tipus de terreny al final", no hi ha gairebé cap altre visual que suggereixi que l'acció té lloc en un lloc exòtic (aquí, Mart); en canvi, el disseny urbà de la ciutat on es desenvolupa la major part de la pel·lícula no sembla diferent de les ciutats de l'època moderna a la Terra.